# مارتن شيلدز
مارتن شيلدز هو سياسي كندي، ولد في 28 أبريل 1948 في ليثبريدج في كندا. حزبياً، نشط في حزب المحافظين الكندي. وقد انتخب عضو مجلس العموم الكندي عن دائرة Bow River (electoral district) ‏ وقد انضم خلال فترته النيابية ‏  للكتلة البرلمانية حزب المحافظين الكندي.